# Rose McGrandle
Rose McGrandle (Milton Keynes, 24 januari 1987) is een Brits voormalig skeletonster.

## Carrière
McGrandle was maar twee seizoenen actief in de wereldbeker en wist met een 7e plaats haar beste resultaat te behalen. Haar beste resultaat in een wereldbekerwedstrijd is een derde plaats.
Ze nam tweemaal deel aan het wereldkampioenschap waar haar beste resultaat een negende plaats was.
In september 2015 werd haar afscheid van het skeleton aangekondigd.

## Resultaten

### Wereldkampioenschappen
| Jaar | Plaats      | Resultaat       |
| ---- | ----------- | --------------- |
| 2012 | Lake Placid | 16e Individueel |
| 2015 | Winterberg  | 9e Individueel  |

### Wereldbeker
| Eindklasseringen \| Seizoen \| Rang \| \| --------- \| ---- \| \| 2013/2014 \| 23e \| \| 2014/2015 \| 7e \| |      |
| Seizoen | Rang |
| 2013/2014                                                                                                   | 23e  |
| 2014/2015                                                                                                   | 7e   |